# Die vom Leben Besiegten (Os vencidos da vida)

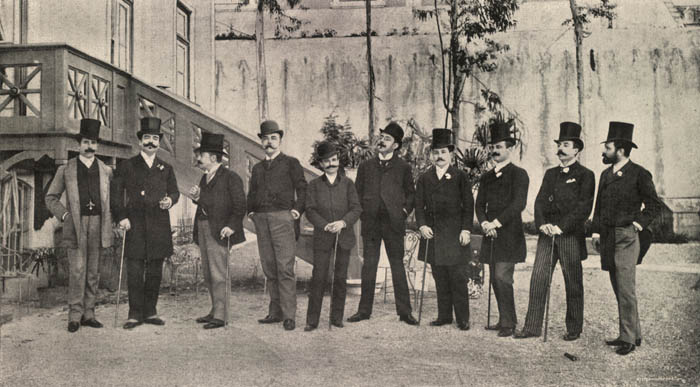
Die Vencidos da Vida (ca. 1900)

Die vom Leben besiegten (portugiesisch: Os vencidos da vida) war eine portugiesische Literatur- und Intellektuellenvereinigung, die während ihrer Existenz nichts erreichte, aber deren Ideen danach sehr großen Einfluss auf die Geschicke Portugals im 20. Jahrhundert hatten.

## Name
Der Name der Gruppe – Os vencidos de Vida – stammt von dem Gruppenmitglied José Maria Eça de Queiroz, der von einem Scheitern sozialer und kultureller Reformen seit 1878 beklagte.

## Gründung und Auflösung
Die Gruppe wurde 1888 durch Joaquim Pedro de Oliveira Martins gegründet und 1894 wieder aufgelöst. Grund der Auflösung war das Scheitern der Ideen und Theorien sowie der Tod des Gruppengründers Oliveira Martins 1894.

## Mitglieder der Gruppe
Die Gruppe bestand aus 11 festen Mitgliedern. Das waren
- Carlos Felix de Lima Mayer (1846–1910), Mediziner.
- António Maria Vasco de Melo Silva César e Meneses (1851–1923), 9. Conde de Sabugosa. Literat, Politiker.
- Luís Maria Augusto Pinto de Soveral (1851–1922), 1. und einziger Marques de Soveral, Diplomat.
- Francisco Manuel de Melo Breyner (1837–1903), Botaniker, Literat, Arabist, Diplomat, 4. Conde de Ficalho.
- Bernardo Pinheiro Correia de Melo (1855–1911), 1. Conde de Arnoso, Literat, Diplomat, Kronrat.
- Joaquim Pedro de Oliveira Martins (1845–1894), Schriftsteller, Philosoph, Politiker und Gründer der Gruppe.
- José Duarte Ramalho Ortigão (1836–1915), Schriftsteller.
- Abílio de Guerra Junqueiro (1850–1923), Schriftsteller, Diplomat, Politiker.
- Carlos Lobo de Ávila (1860–1895), Schriftsteller, Journalist, Politiker.
- José Maria Eça de Queiroz (1845–1900), Schriftsteller und Diplomat. (Stieß 1889 zur Gruppe).
- António Cândido Ribeiro da Costa (1850–1922), Politiker, Hochschullehrer.

## Orte und Ablauf
Treffpunkte der Gruppe waren das Hotel Bragança in Lissabon sowie das Café Tavares, ebenfalls in Lissabon. Es wurde oft als Tisch- bzw. Essgruppe bezeichnet, nach heutiger Konnotation ein politischer Stammtisch.

## Inhalte und Themen
Gründete sich die Studenten- und Hochschulgruppe zunächst einfach zur Geselligkeit und Unterhaltung, entwickelte sich daraus die Idee, die Treffen zur Ausarbeitung einer Idee eines neuen Portugals zu nutzen. Die Armut, die Rückständigkeit, der Fatalismus und die Bedeutungslosigkeit des Landes sollten überwunden werden, angestrebt sollten Reformen auf dem Gebiet sozialer und kultureller sowie ökonomischer Fragen. Portugal sollte den Anschluss an England und Frankreich in einem bestimmten Zeitraum erreicht haben; den Mitgliedern schwebte vor, was der portugiesische Romantiker Almeida Garrett formulierte, eine Europäisierung Portugals und eine Portugalisierung Europas. Dabei sollte mit Hilfe der Politik und der Krone die Ideen umgesetzt werden. Als Vorbild für Portugal sollte Frankreich gelten, da es als Inbegriff des Fortschritts und der Kultur galt. Auch wurde Kritik an der Monarchie und an der Literatur Portugals geübt.
Die Gruppe hatte auch Audienzen bei König Karl I. von Portugal und Algarve und besprach viele dieser Themen mit ihm, der König setzte davon nichts um und sie schlugen nicht um in Reformen.

## Nachwirkung
Während ihrer Existenz schlugen die Theorien der Gruppe nicht durch, doch nahmen viele portugiesische Schriftsteller und Intellektuelle späterer Jahrzehnte die Ideen auf, sie flossen in die Idee der Ersten Republik in Portugal nach dem Sturz der Monarchie 1910 und hatten auch eine Bedeutung nach der Nelkenrevolution 1974.